# 東船橋駅

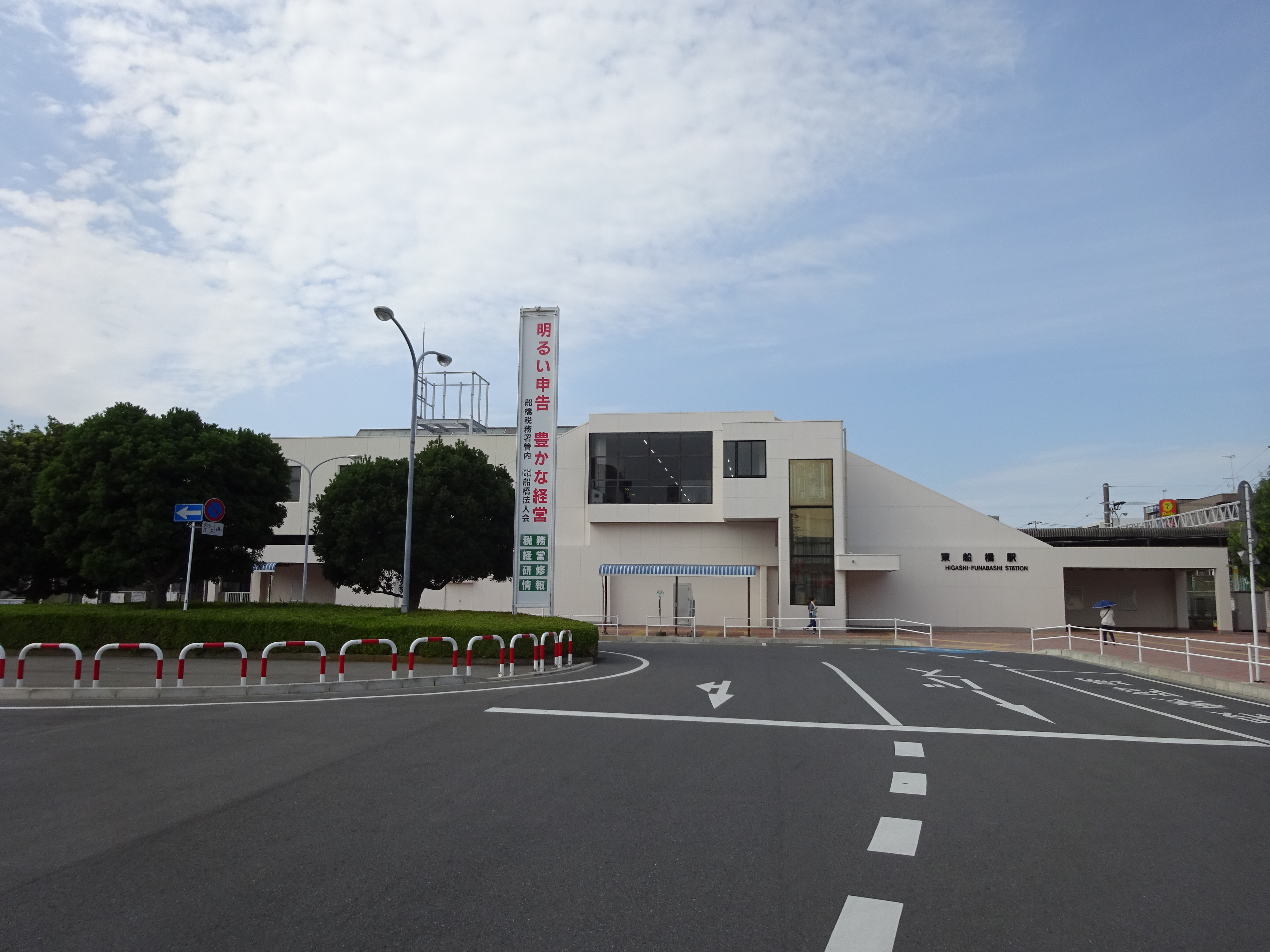
南口（2016年8月）

東船橋駅（ひがしふなばしえき）は、千葉県船橋市東船橋二丁目にある、東日本旅客鉄道（JR東日本）総武本線の駅である。運行系統としては緩行線を走行する総武緩行線が停車する。駅番号はJB 32。

## 概要
当駅は地元の請願駅として、1981年（昭和56年）10月1日に開業した。
海抜約16メートルの台地に碁盤の目状に区画整理された駅を中心に千葉県立船橋高等学校、船橋市立船橋高等学校、船橋警察署、船橋税務署などの利用者が往来する閑静な住宅街である。
緩行線を走る総武線各駅停車（地下鉄東西線直通電車を含む）が停車する。

## 歴史
- 1981年（昭和56年）10月1日：国鉄総武線の東船橋駅が開業（この日は総武線の複々線（快速線）が千葉駅まで延長され、幕張本郷駅も同時に開業した）[1][3]。旅客のみ取扱い。総武本線の中では、幕張本郷駅とともに、最も新しい駅の一つである。
- 1987年（昭和62年）4月1日：国鉄分割民営化に伴い、東日本旅客鉄道（JR東日本）の駅となる[4]。
- 1993年（平成5年）4月10日：自動改札機を設置し、供用開始[5]。
- 2001年（平成13年）11月18日：ICカード「Suica」の利用が可能となる[広報 1]。
- 2013年（平成25年）2月20日：みどりの窓口の営業を終了。
- 2014年（平成26年）11月20日：業務委託化[6]。

## 駅構造
島式ホーム1面2線を有する地上駅で、橋上駅舎を有する。駅の建設が1981年と比較的新しいため、駅前に規模の大きなロータリーがある。
平日ラッシュ時に限り、各駅停車ホームから地下鉄東西線直通列車が運転される。
JR東日本ステーションサービスが駅業務を受託している船橋営業統括センター（船橋駅）管理の業務委託駅。Suica対応自動改札機、指定席券売機設置駅。
2018年2月3日からは、始発から午前6時45分までの間は遠隔対応（インターホン対応は船橋駅が行う）を行い一部の自動券売機が稼働している。
新検見川駅や西千葉駅とは異なり、乗車駅証明書発行機は設置されていない。

### のりば
| 番線 | 路線               | 方向 | 行先                     |
| ---- | ------------------ | ---- | ------------------------ |
| 1    | 総武線（各駅停車） | 西行 | 西船橋・秋葉原・新宿方面 |
| 2    | 総武線（各駅停車） | 東行 | 幕張・稲毛・千葉方面     |

（出典：JR東日本:駅構内図）

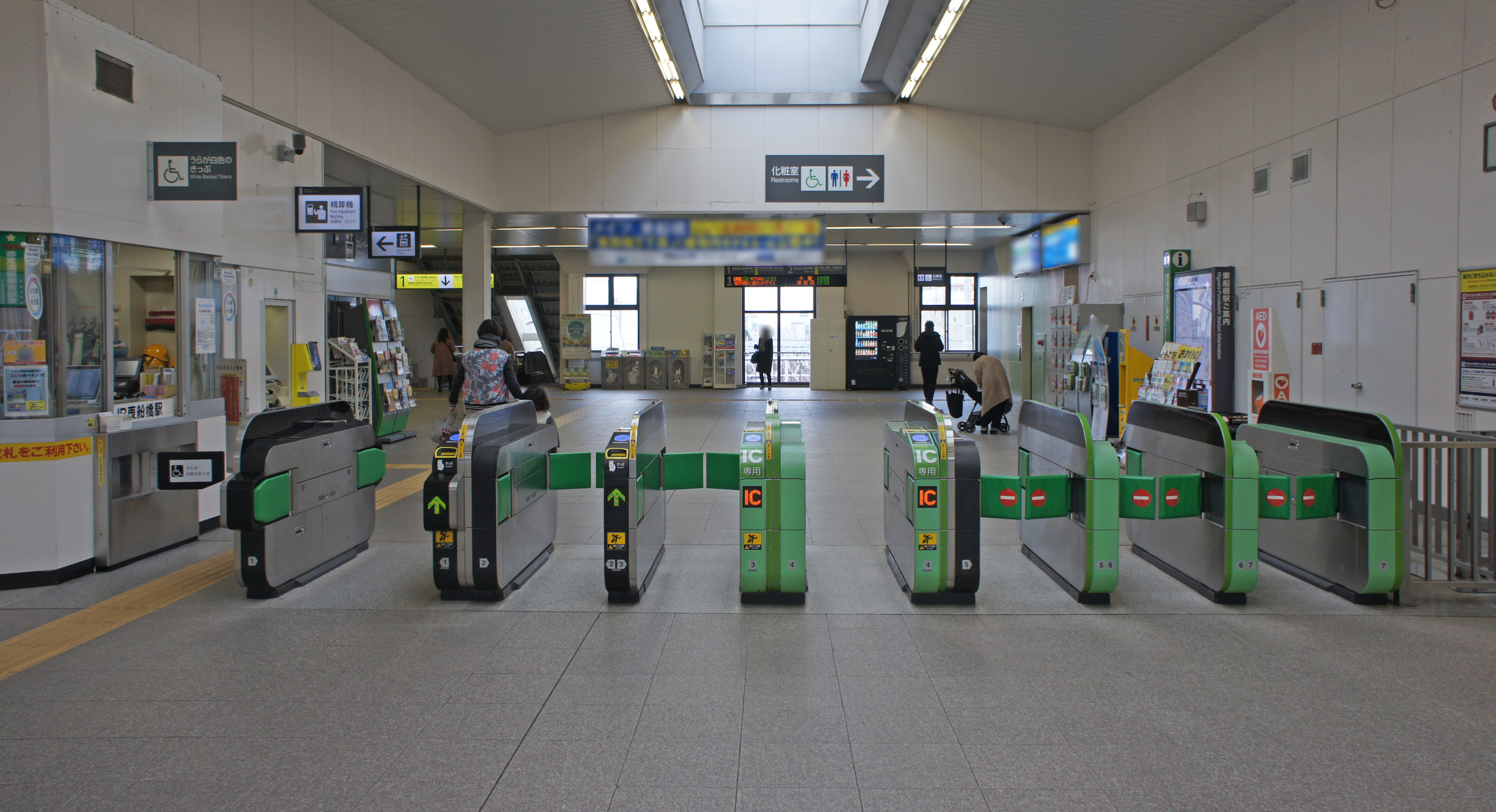
改札口（2019年12月）
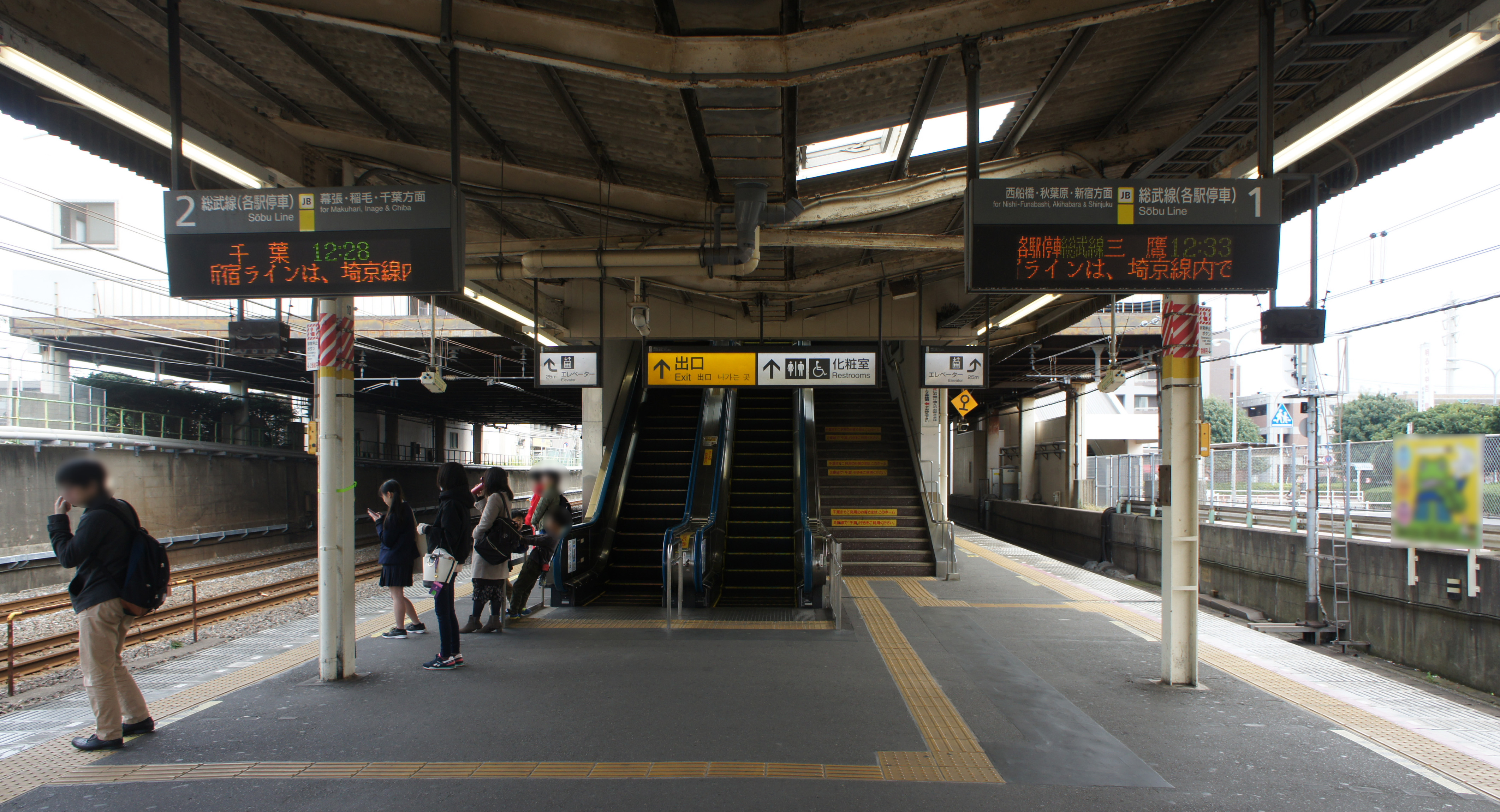
ホーム（2019年12月）

### 駅舎内の施設
- NewDays
- VIEW ALTTE
- 指定席券売機

## 利用状況
2023年（令和5年）度の1日平均乗車人員は19,585人である。
JR東日本および千葉県統計年鑑によると、開業後の1日平均乗車人員の推移は以下の通り。
| 年度               | 1日平均 乗車人員 | 出典     |
| ------------------ | ---------------- | -------- |
| 1981年（昭和56年） | 5,490            | [ * 1 ]  |
| 1982年（昭和57年） | 7,657            | [ * 2 ]  |
| 1983年（昭和58年） | 9,676            | [ * 3 ]  |
| 1984年（昭和59年） | 11,482           | [ * 4 ]  |
| 1985年（昭和60年） | 12,614           | [ * 5 ]  |
| 1986年（昭和61年） | 13,124           | [ * 6 ]  |
| 1987年（昭和62年） | 15,041           | [ * 7 ]  |
| 1988年（昭和63年） | 17,499           | [ * 8 ]  |
| 1989年（平成元年） | 18,389           | [ * 9 ]  |
| 1990年（平成02年） | 18,560           | [ * 10 ] |
| 1991年（平成03年） | 18,975           | [ * 11 ] |
| 1992年（平成04年） | 19,533           | [ * 12 ] |
| 1993年（平成05年） | 20,199           | [ * 13 ] |
| 1994年（平成06年） | 20,732           | [ * 14 ] |
| 1995年（平成07年） | 20,860           | [ * 15 ] |
| 1996年（平成08年） | 18,332           | [ * 16 ] |
| 1997年（平成09年） | 17,404           | [ * 17 ] |
| 1998年（平成10年） | 17,224           | [ * 18 ] |
| 1999年（平成11年） | 17,101           | [ * 19 ] |
| 2000年（平成12年） | 17,291           | [ * 20 ] |
| 2001年（平成13年） | 17,448           | [ * 21 ] |
| 2002年（平成14年） | 17,786           | [ * 22 ] |
| 2003年（平成15年） | 18,234           | [ * 23 ] |
| 2004年（平成16年） | 18,090           | [ * 24 ] |
| 2005年（平成17年） | 18,076           | [ * 25 ] |
| 2006年（平成18年） | 18,311           | [ * 26 ] |
| 2007年（平成19年） | 18,618           | [ * 27 ] |
| 2008年（平成20年） | 18,553           | [ * 28 ] |
| 2009年（平成21年） | 18,332           | [ * 29 ] |
| 2010年（平成22年） | 18,556           | [ * 30 ] |
| 2011年（平成23年） | 18,563           | [ * 31 ] |
| 2012年（平成24年） | 18,869           | [ * 32 ] |
| 2013年（平成25年） | 19,134           | [ * 33 ] |
| 2014年（平成26年） | 18,833           | [ * 34 ] |
| 2015年（平成27年） | 19,251           | [ * 35 ] |
| 2016年（平成28年） | 19,444           | [ * 36 ] |
| 2017年（平成29年） | 19,835           | [ * 37 ] |
| 2018年（平成30年） | 20,232           | [ * 38 ] |
| 2019年（令和元年） | 20,542           | [ * 39 ] |
| 2020年（令和02年） | 16,901           |          |
| 2021年（令和03年） | 17,723           |          |
| 2022年（令和04年） | 18,745           |          |
| 2023年（令和05年） | 19,585           |          |

備考
1. ↑  1981年10月1日開業。開業日から翌年3月31日までの計182日間を集計したデータ。

## 駅周辺
駅周辺は閑静な住宅街となっている。千葉県道9号船橋松戸線に繋がる市場通り沿いに商業施設が点在する。ローソンストア100が北口と南口に各1店立地している。

### 北口

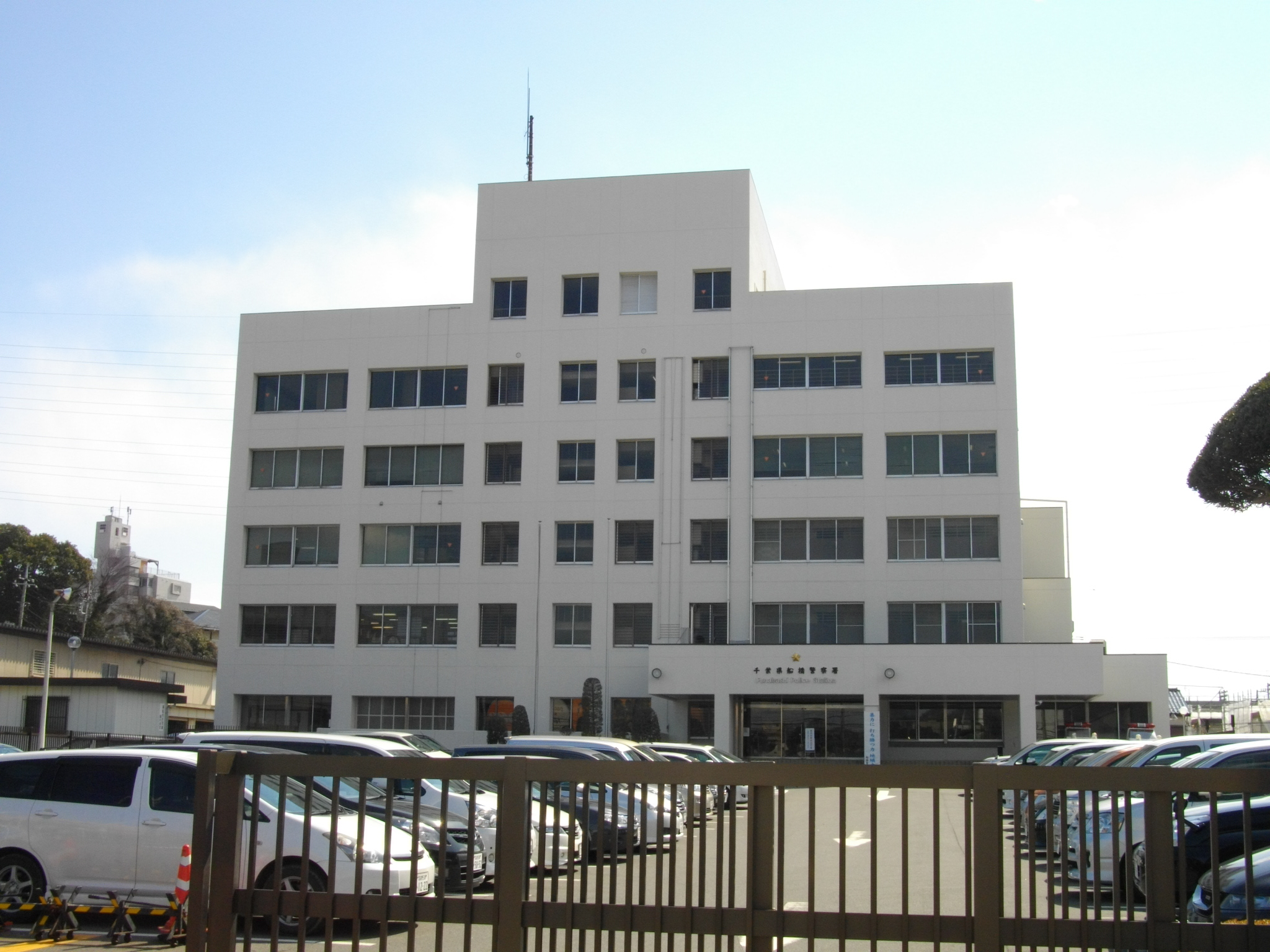
船橋警察署

- 千葉県道8号船橋我孫子線
- 船橋警察署
- 船橋警察署 東船橋駅前交番
- 船橋市地方卸売市場
- 船橋市総合教育センター
- 船橋市場郵便局
- 船橋卸売市場内郵便局
- 船橋市立船橋高等学校
- 総武病院
- セイジョー 東船橋店
- 宮本台北公園

### 南口

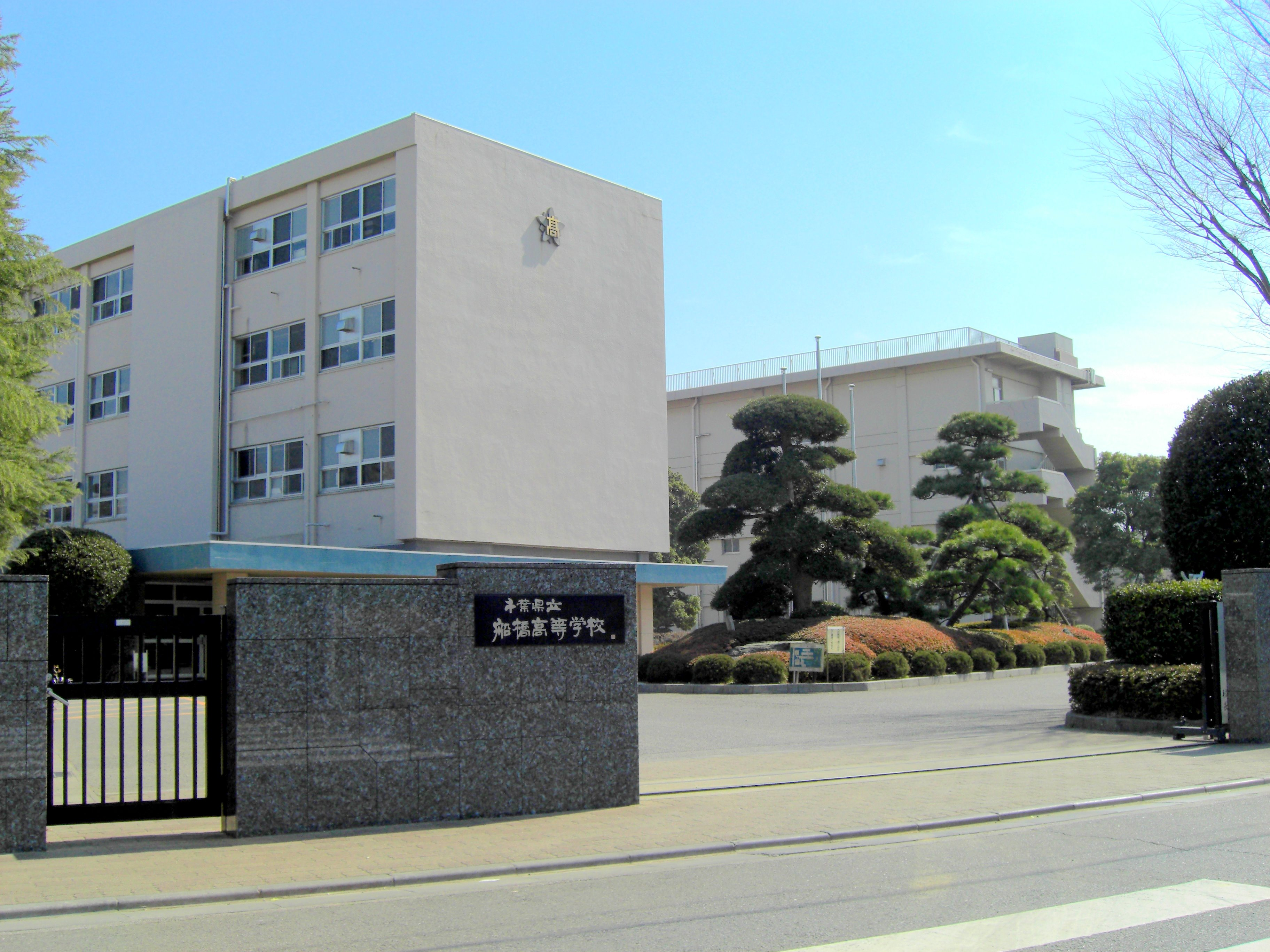
千葉県立船橋高等学校

- 国道296号
- 千葉県道8号船橋我孫子線
- 東京国税局船橋税務署
- 千葉県立船橋高等学校
- 船橋市立宮本中学校
- 船橋市立宮本小学校
- ワイズマート 東船橋店
- くすりの福太郎 東船橋駅前店
- 池の端公園
- 宮本台公園

## バス路線
| 1    | 京成バス千葉ウエスト（鎌ヶ谷）     | 東50：船橋グリーンハイツ                       |  |
| 1    | 京成バス千葉セントラル（習志野西） | - 船23A・船28：船橋駅北口                      |  |
| 2    | 京成バス千葉セントラル（習志野西） | - 東01・東01C・船28A・船28C：飯山満駅          |  |
| 2    | 京成バス千葉セントラル（習志野西） | 東03：北習志野駅                               |  |
| 3    | 京成バス千葉セントラル（習志野西） | 津14：津田沼駅                                 |  |
| 南口 |                                    |                                                |  |
| －   | 京成バス千葉セントラル（船橋）     | - 東11：津田沼駅 - 船41：京成船橋駅 / 津田沼駅 |  |

## 隣の駅
東日本旅客鉄道（JR東日本）
 総武線（各駅停車）・ 東西線直通
船橋駅 (JB 31) - 東船橋駅 (JB 32) - 津田沼駅 (JB 33)

#### 広報資料・プレスリリースなど一次資料
1. ↑  “Suicaご利用可能エリアマップ（2001年11月18日当初）” (PDF).   東日本旅客鉄道. 2019年7月27日時点のオリジナルよりアーカイブ。2020年4月24日閲覧。

#### 利用状況に関する資料
1. ↑  千葉県統計年鑑 - 千葉県
2. ↑  船橋市統計書 - 船橋市

JR東日本の2000年度以降の乗車人員
1. 1 2 3  各駅の乗車人員（2023年度） - JR東日本
2. ↑  各駅の乗車人員（2000年度） - JR東日本
3. ↑  各駅の乗車人員（2001年度） - JR東日本
4. ↑  各駅の乗車人員（2002年度） - JR東日本
5. ↑  各駅の乗車人員（2003年度） - JR東日本
6. ↑  各駅の乗車人員（2004年度） - JR東日本
7. ↑  各駅の乗車人員（2005年度） - JR東日本
8. ↑  各駅の乗車人員（2006年度） - JR東日本
9. ↑  各駅の乗車人員（2007年度） - JR東日本
10. ↑  各駅の乗車人員（2008年度） - JR東日本
11. ↑  各駅の乗車人員（2009年度） - JR東日本
12. ↑  各駅の乗車人員（2010年度） - JR東日本
13. ↑  各駅の乗車人員（2011年度） - JR東日本
14. ↑  各駅の乗車人員（2012年度） - JR東日本
15. ↑  各駅の乗車人員（2013年度） - JR東日本
16. ↑  各駅の乗車人員（2014年度） - JR東日本
17. ↑  各駅の乗車人員（2015年度） - JR東日本
18. ↑  各駅の乗車人員（2016年度） - JR東日本
19. ↑  各駅の乗車人員（2017年度） - JR東日本
20. ↑  各駅の乗車人員（2018年度） - JR東日本
21. ↑  各駅の乗車人員（2019年度） - JR東日本
22. ↑  各駅の乗車人員（2020年度） - JR東日本
23. ↑  各駅の乗車人員（2021年度） - JR東日本
24. ↑  各駅の乗車人員（2022年度） - JR東日本

千葉県統計年鑑
1. ↑  千葉県統計年鑑（昭和57年）
2. ↑  千葉県統計年鑑（昭和58年）
3. ↑  千葉県統計年鑑（昭和59年）
4. ↑  千葉県統計年鑑（昭和60年）
5. ↑  千葉県統計年鑑（昭和61年）
6. ↑  千葉県統計年鑑（昭和62年）
7. ↑  千葉県統計年鑑（昭和63年）
8. ↑  千葉県統計年鑑（平成元年）
9. ↑  千葉県統計年鑑（平成2年）
10. ↑  千葉県統計年鑑（平成3年）
11. ↑  千葉県統計年鑑（平成4年）
12. ↑  千葉県統計年鑑（平成5年）
13. ↑  千葉県統計年鑑（平成6年）
14. ↑  千葉県統計年鑑（平成7年）
15. ↑  千葉県統計年鑑（平成8年）
16. ↑  千葉県統計年鑑（平成9年）
17. ↑  千葉県統計年鑑（平成10年）
18. ↑  千葉県統計年鑑（平成11年）
19. ↑  千葉県統計年鑑（平成12年）
20. ↑  千葉県統計年鑑（平成13年）
21. ↑  千葉県統計年鑑（平成14年）
22. ↑  千葉県統計年鑑（平成15年）
23. ↑  千葉県統計年鑑（平成16年）
24. ↑  千葉県統計年鑑（平成17年）
25. ↑  千葉県統計年鑑（平成18年）
26. ↑  千葉県統計年鑑（平成19年）
27. ↑  千葉県統計年鑑（平成20年）
28. ↑  千葉県統計年鑑（平成21年）
29. ↑  千葉県統計年鑑（平成22年）
30. ↑  千葉県統計年鑑（平成23年）
31. ↑  千葉県統計年鑑（平成24年）
32. ↑  千葉県統計年鑑（平成25年）
33. ↑  千葉県統計年鑑（平成26年）
34. ↑  千葉県統計年鑑（平成27年）
35. ↑  千葉県統計年鑑（平成28年）
36. ↑  千葉県統計年鑑（平成29年）
37. ↑  千葉県統計年鑑（平成30年）
38. ↑  千葉県統計年鑑（令和元年）
39. ↑  千葉県統計年鑑（令和2年）